# كريس برايس
كريس برايس (بالإنجليزية: Chris Price)‏ (30 مارس 1960 بهيرفورد في المملكة المتحدة - ) هو مدرب كرة قدم ولاعب كرة قدم بريطاني في مركز الظهير. لعب مع أستون فيلا وبلاكبيرن روفرز ونادي هيرفورد وCinderford Town A.F.C. ‏ وDallas Sidekicks (1984–2004) ‏.

## وصلات خارجية
- كريس برايس على موقع قاعدة بيانات كرة القدم.إي يو (الإنجليزية)
- كريس برايس على موقع عالم كرة القدم.نت (الإنجليزية)